# Arnaud Tendon
Arnaud Tendon (Bassecourt, 6 novembre 2002) è un ciclista su strada e pistard svizzero che corre per la Elite Fondations Cycling Team.

## Palmarès

### Strada
- 2020 (Juniores)

Campionati svizzeri, Prova in linea Junior
- 2022 (Tudor Pro Cycling Team, una vittoria)

2ª tappa Tour du Pays de Montbéliard (Pont-de-Roide-Vermondans > Pont-de-Roide-Vermondans)
- 2024 (Tudor Pro Cycling Team U23, una vittoria)

Campionati svizzeri, Prova in linea Under-23

#### Altri successi
- 2023 (Tudor Pro Cycling Team U23)

Berner Rundfahrt
- 2024 (Tudor Pro Cycling Team U23)

Tour du Jura
- 2025 (Elite Fondations Cycling Team)

Circuit de la Vallée du Bédat
2ª tappa Arden Challenge  (Étalle > Étalle)

## Piazzamenti

### Competizioni mondiali
- Campionati del mondo su strada

Wollongong 2022 - In linea Under-23: 61º
Zurigo 2024 - In linea Under-23: 62º

### Competizioni continentali
- Campionati europei su strada

Alkmaar 2019 - In linea Junior: 34º
Plouay 2020 - Cronometro Junior: 26º
Plouay 2020 - In linea Junior: 10º
Trento 2021 - In linea Under-23: ritirato
Anadia 2022 - Staffetta Under-23: 2º
Anadia 2022 - In linea Under-23: 12º
Drenthe 2023 - In linea Under-23: 31º
Limburgo 2024 - In linea Under-23: 32º
- Campionati europei su pista

Fiorenzuola d'Arda 2020 - Inseguimento a squadre Junior: 7º
Fiorenzuola d'Arda 2020 - Inseguimento individuale Junior: 10º
Fiorenzuola d'Arda 2020 - Americana Junior: 8º
Apeldoorn 2021 - Inseguimento individuale Under-23: 17º
Apeldoorn 2021 - Inseguimento a squadre Under-23: 6º